# Ungerns damlandslag i handboll

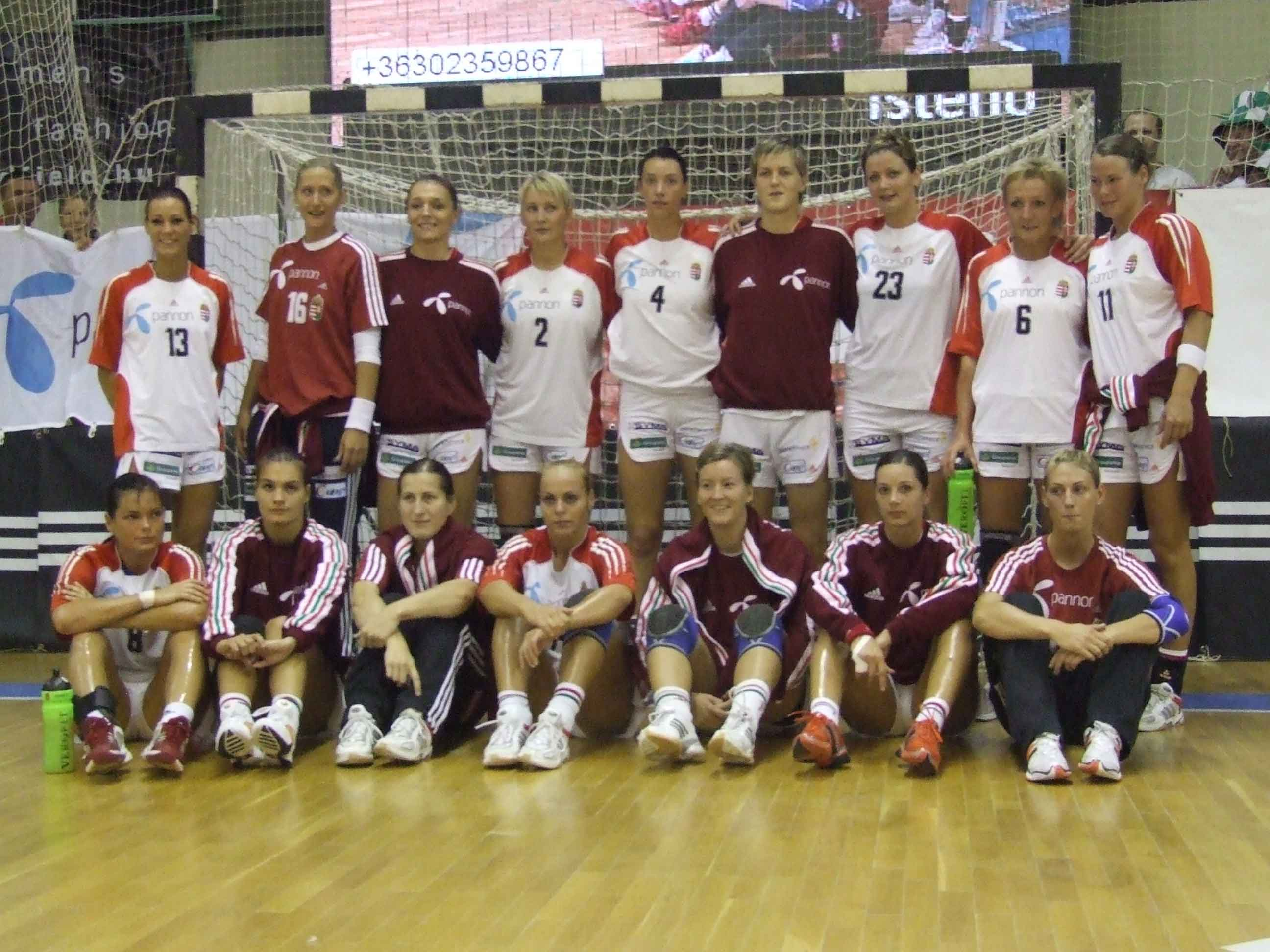
Ungerns landslag 2007.

Ungerns damlandslag i handboll representerar Ungern i handboll på damsidan.
Ungerns damlandslag i handboll (ungerska: magyar női kézilabda-válogatott) är Ungerns landslag i handboll. Det leds av det ungerska handbollsförbundet (Magyar Kézilabda Szövetség) och deltar i internationella handbollsturneringar. Laget främsta meriter är arr de vann VM 1965 och EM 2000. Under 2000 till 2005 var laget mycket framgångsrikt med flera internationella medaljer och flera spelare uttagna som värdens bästa handbollsspelare i världen

## Mästerskapsdeltagande
| - 1957 i Jugoslavien: Silver - 1962 i Rumänien: 5:e - 1965 i Västtyskland: Guld - 1971 i Nederländerna: Brons - 1973 i Jugoslavien: 4:e - 1975 i Sovjetunionen: Brons - 1978 i Tjeckoslovakien: Brons - 1982 i Ungern: Silver - 1986 i Nederländerna: 8:e - 1990 i Sydkorea: Ej kvalificerade - 1993 i Norge: 7:e - 1995 i Österrike och Ungern: Silver - 1997 i Tyskland: 9:e - 1999 i Norge och Danmark: 5:e - 2001 i Italien: 6:e - 2003 i Kroatien: Silver - 2005 i Ryssland: Brons - 2007 i Frankrike: 8:e - 2009 i Kina: 9:e - 2011 i Brasilien: Ej kvalificerade - 2013 i Serbien: 8:e - 2015 i Danmark: 11:e - 2017 i Tyskland: 15:e - 2019 i Japan: 14:e - 2021 i Spanien: 10:a - 2023 i Danmark, Norge & Sverige: 10:a | - 1994 i Tyskland: 4:e - 1996 i Danmark: 10:e - 1998 i Nederländerna: Brons - 2000 i Rumänien: Guld - 2002 i Danmark: 5:e - 2004 i Ungern: Brons - 2006 i Sverige: 5:e - 2008 i Makedonien: 8:e - 2010 i Danmark och Norge: 10:e - 2012 i Serbien: Brons - 2014 i Kroatien och Ungern: 6:e - 2016 i Sverige: 12:e - 2018 i Frankrike: 7:e - 2020 i Danmark: 10:e - 2022 i Montenegro, Nordmakedonien & Slovenien: 11:e | - 1976 i Montréal: Brons - 1980 i Moskva: 4:e - 1984 i Los Angeles: Bojkott - 1988 i Seoul: Ej kvalificerade - 1992 i Barcelona: Ej kvalificerade - 1996 i Atlanta: Brons - 2000 i Sydney: Silver - 2004 i Aten: 5:e - 2008 i Peking: 4:e - 2012 i London: Ej kvalificerade - 2016 i Rio de Janeiro: Ej kvalificerade - 2020 i Tokyo: 7:a |

## Guldmedaljörer vid Världsmästerskapet 1965

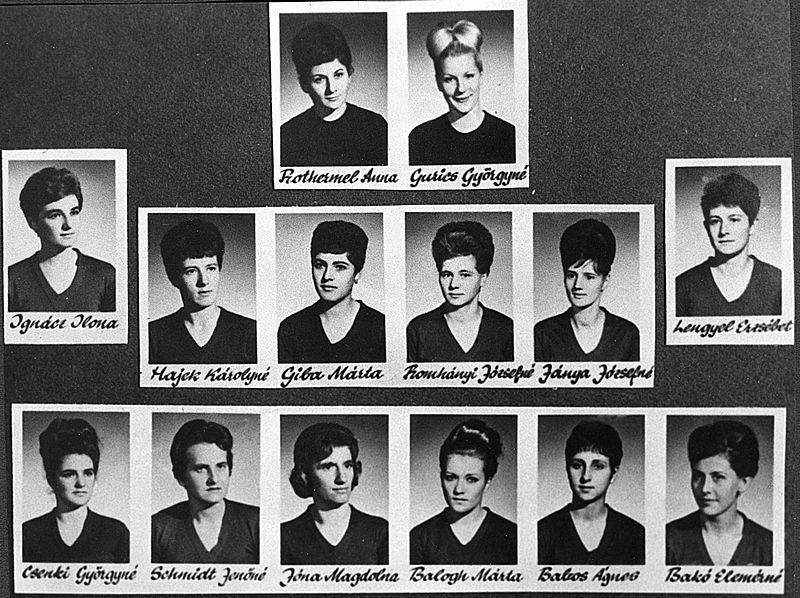
VM-guldmedaljörerna 1965.

Ágnes Babos, Márta Balogh, Erzsébet Bognár, Márta Giba, Ágnes Hanus, Mária Holub, Ilona Ignácz, Magda Jóna, Erzsébet Lengyel, Erzsébet Pásztor, Anna Rothermel, Mária Tóth, Zsuzsanna Varga, Ágnes Végh.
Tränare: Bódog Törökä

## Ungerns europamästare vid EM 2000
Nikolett Brigovácz, Ágnes Farkas,  Anikó Kántor, Gabriella Kindl, Erika Kirsner, Katalin Pálinger (målvakt), Beatrix Kökény, Ildikó Pádár, Krisztina Nagy, Zsuzsanna Pálffy, Anita Kulcsár,  Eszter Siti, Krisztina Pigniczki, Judit Simics, Beáta Siti, Beatrix Balogh, Tímea Sugár (målvakt)

## IHF Årets bästa handbollsspelare i världen
- Erzsébet Kocsis (högernia)  1995
- Bojana Radulović (högernia)  2000 och 2003
- Anita Kulcsár (linjespelare) 2004
- Anita Görbicz (mittnia)  2005

## MVP i mästerskap
- Beáta Siti (mittback) EM 2000

### Medlemmar i All-Star-Team
- Katalin Szilágyi (högersexa) VM 1995
- Erzsébet Kocsis (linjespelare) OS 1996
- Dóra Lőwy (vänstersexa) VM 1999
- Bojana Radulović (högernia) OS 2000, VM 2003
- Beáta Siti (mittnia) EM 2000
- Beatrix Balogh (högernia) VM 2001
- Anita Görbicz (mittnia) VM 2003, VM 2005, VM 2007, VM 2013
- Ibolya Mehlmann (högerback) EM 2006
- Orsolya Vérten (vänstersexa) OS 2008
- Noémi Háfra (vänsterback) EM 2018
- Katrin Klujber (högerback) EM 2022

### Skytteligavinnare i mästerskap
- Ágnes Farkas (vänsternia) EM 2002 (58 mål)
- Bojana Radulović (högernia), VM 2003 (97 mål,rekord), OS 2004 (54 mål), EM 2004 (72 mål)

Andra anmärkningsvärda spelare
- Katalin Pálinger
- Magda Jóna
- Ildikó Pádár
- Marianna Nagy
- Amália Sterbinszky
- Beatrix Kökény
- Beáta Hoffmann
- Krisztina Pigniczki
- Mariann Racz

## Lagkaptener i landslaget
- Katalin Pálinger OS 2008, EM 2008, EM 2010
- Orsolya Vérten  VM 2009
- Anita Görbicz  EM 2012, VM 2013, VM 2015, EM 2016, VM 2017
- Zsuzsanna Tomori  EM 2014
- Anikó Kovacsics EM 2018, VM 2019, EM 2020, OS 2020
- Blanka Bíró  VM 2021
- Dóra Hornyák  EM 2022

## Spelare med flest gjorda landskamper och mål
Aktiva spelare markerade i annan färg.
| # | Spelare            | Matcher | Mål   |
| - | ------------------ | ------- | ----- |
| 1 | Marianna Nagy      | 281     |       |
| 2 | Éva Erdős          | 270     | 711   |
| 3 | Katalin Pálinger   | 254     | 1     |
| 4 | Beatrix Kökény     | 245     | 542   |
| 5 | Éva Angyal         | 242     |       |
| 5 | Anna György        | 242     |       |
| 7 | Amália Sterbinszky | 239     |       |
| 8 | Anita Görbicz      | 233     | 1,111 |
| 9 | Sándorné Csajbók   | 230     |       |
| 9 | Mária Vadászné     | 230     |       |

| #  | Spelare           | Mål   | Matcher | Genomsnitt |
| -- | ----------------- | ----- | ------- | ---------- |
| 1  | Anita Görbicz     | 1,111 | 233     | 4.76       |
| 2  | Ágnes Farkas      | 944   | 206     | 4.58       |
| 3  | Éva Erdős         | 711   | 270     | 2.63       |
| 4  | Katalin Szilágyi  | 627   | 179     | 3.50       |
| 5  | Beatrix Kökény    | 542   | 245     | 2.12       |
| 6  | Helga Németh      | 490   | 142     | 3.45       |
| 7  | Tímea Tóth        | 488   | 155     | 3.14       |
| 8  | Zsuzsanna Tomori  | 467   | 191     | 2.45       |
| 9  | Bojana Radulovics | 463   | 69      | 6.71       |
| 10 | Zita Szucsánszki  | 420   | 147     | 2.86       |